# 陳雄文
陳雄文（1954年7月12日—），臺灣政治人物，生於臺南市，專長為環境工程。曾任高雄市副市長、勞動部部長、行政院環保署一級主管、臺北市副市長、臺北市政府建設局局長、高雄市政府科長
擔任勞動部部長時，大力主張刪除勞工7天國假，甚至指稱「民眾不承認光復卻還要放假」；但卸任後主張研議提案7天國假全部或部分恢復，被質疑卸任前後態度不一。

## 政治經歷

### 第2任勞動部部長（2014－2016）

#### 備詢「僱用安定措施」一案
2016年2月23日，接受立法委員黃國昌質詢情緒激動的表示「你只是就法論法，只會讀法律文字的一個人而已嗎？法律下最重要的是執行，徒法不足以自行！」但卻不知過去扁馬政府的勞工政策，如《企業併購法》、《勞工訴訟補助辦法》、《勞動三法》等，許多法律條文幕後都出自時代力量立委黃國昌，在任職於勞動部最高主管職中對相關法律完全不了解，被質詢到根本自己完全不知道的法條時採用義正嚴詞但卻沒有正面回答問題的方式模糊焦點，實為台灣政府官員的一貫精神，並且充分發揮，值得嘉許，陳雄文的名言「徒法不足以自行」遂引為笑談。。

#### 回應勞基法施行細則修正案減少國定假日
2016年2月24日，陳雄文接受訪問說明，刪國定7天假是勞資共識。陳雄文認為「這已經是勞資雙方的最大公約數了」，當初為了比照公務員降低工時，開了35場公聽會，最後勞資雙方同意將工時從雙週84小時縮為單週40小時，但必須刪減7天國定假，「當初說好就是會有2個附加條件，除刪了國定假日外，還有加班時數從46小時延長至54小時，這部份立法院也還沒處理。」陳雄文強調，勞動部的一貫立場就是以上3項為一個配套，「雖不能保證全國所有勞工都同意，但已是目前勞資雙方最大公約數。」他解釋，縮工時為每週40小時，勞工一年會多放13天假，「現在刪減7天假，勞工還是多6天假」他估算，全國企業的人力成本以一天82億計，6天就將近要500億，「其實是資方妥協了。」
同年3月於立法院就本案接受質詢，回應說出「企業都倒了、走了，勞工也沒什麼好處」，不能讓企業不敢再僱用勞工，強調不能「呷緊弄破碗」。引發網友批評，諷為「資方部長」。

#### 備詢職業婦女勞動權益問題一案
2016年4月28日，執政黨交接不到一個月前，民進黨立法委員余宛如質詢陳雄文相關女性職權問題，部長回應「去問下一屆勞動部長吧」、「我中午在吃便當」，直白回應讓余宛如臉書痛批「母親節前夕，我為他感到羞愧！」。
余宛如當日上午質詢時指出台灣女性在30歲之後，出現大量正職轉為部份工時的現象，她認為「30歲，似乎成為女性朋友的職涯天險。」對此，她詢問該如何把部分工時正名化，勞動部有何對策，陳雄文回應「我就第20次回答同樣的問題，我說我們準備研擬服務業專章來保障這些部分工時者」，當余宛如進一步詢問專章內容時，陳雄文回應「去問下一屆勞動部長吧」。
中午過後，余宛如追問陳雄文有沒有對相關議題進行反思，陳雄文回應「我中午在吃便當」，令余宛如很不滿，於是在臉書寫下「部長，別只記得吃便當，忘了你媽！」，直批這種勞動部長令人羞愧。
余宛如認為，社會對女性有生育養育的期待，但不能把期待變成歧視，30歲後的女性多半從事兼職的工作，她想探詢背後原因以及政府對女性權益的保障，此攸關職業婦女權益，沒想到卻換來部長中午吃便當的言論，她提醒部長別忘記便當的每一粒米，都是納稅人努力而來，更是「你媽這位女性把你養大」，對部長態度表示失望。